# Термоядерна енергія
Термоя́дерна ене́ргія — енергія у деякій придатній до використання формі (як правило, електрика), джерелом якої є реакція термоядерного синтезу. В деякому сенсі термоядерною є більшість генерованої енергії, оскільки вона врешті-решт є акумульованою сонячною, а Сонце є природним термоядерним реактором. Однак у вузькому значенні термін вживають щодо енергії, яка продукується під час штучно підтримуваної реакції термоядерного синтезу. На сьогодні жодного термоядерного електрогенератора не існує, хоча інтенсивні експерименти тривають.

## Основні принципи реакції ядерного синтезу
Атомні ядра складаються з двох типів нуклонів — протонів і нейтронів. Їх утримує разом так звана сильна взаємодія. При цьому енергія зв'язку кожного нуклона з іншими залежить від загальної кількості нуклонів в ядрі. У легких ядер зі збільшенням кількості нуклонів енергія зв'язку зростає, а у важких падає. Якщо додавати нуклони в легкі ядра або видаляти нуклони з важких атомів, то ця різниця в енергії зв'язку буде виділятися у вигляді різниці між витратами на здійснення реакції і кінетичної енергією частинок, що вивільняються. Ядерна реакція зі збільшенням кількості нуклонів в ядрі називається термоядерної реакцією або ядерним синтезом.
Реакція синтезу полягає у наступному: беруться два або більше атомних ядра та із застосуванням деякої сили зближуються настільки, що сили притягання, що діють на таких відстанях, переважають сили електромагнітного відштовхування між однаково зарядженими ядрами, внаслідок чого формується нове ядро. Воно матиме дещо меншу масу, ніж сума мас вихідних ядер, а різниця стає енергією, що виділяється в процесі реакції. Скільки енергії виділяється, описує відома формула E=mc². Легші атомні ядра простіше звести на потрібну відстань, тому найкращим пальним є водень, найлегший (та найпоширеніший) елемент у Всесвіті.
Встановлено, що суміш двох ізотопів водню, дейтерію та тритію, вимагає найменше енергії для реакції синтезу в порівнянні з енергією, що виділяється під час реакції. Однак, хоча суміш дейтерію та тритію (D-T) є предметом більшості досліджень синтезу, вона не є єдиним видом потенційного пального. Інші суміші, що розглядаються, можуть бути простішими у виробництві, їх реакція може бути надійніше контрольованою, або, що теж важливо, продукувати менше нейтронів. Особливе зацікавлення викликає так зване анейтронне пальне, оскільки успішне промислове використання саме такого пального означатиме відсутність довготривалого радіоактивного забруднення матеріалів та конструкції реактору, що своєю чергою позитивно вплинуло би на громадську думку та на загальну вартість експлуатації реактору, суттєво зменшуючи затрати на його декомісування. Проблемою залишається те, що реакція синтезу із використанням альтернативних видів пального набагато складніше підтримувати, тому реакція D-T вважається необхідним першим кроком.

## Реакція синтезу як промислове джерело електроенергії
З ряду причин енергія синтезу розглядається багатьма дослідниками як «природне» джерело енергії у довготривалій перспективі. Прихильники комерційного використання термоядерних реакторів для виробництва електроенергії наводять такі аргументи на їхню користь:
- Практично невичерпні запаси пального (водень)
- Пальне можна видобувати із морської води будь-де на узбережжі у світі, що унеможливлює монополізацію пального однією чи групою країн
- Неможливість некерованої реакції синтезу
- Відсутність продуктів згоряння
- Немає необхідності використовувати матеріали, що можуть бути використанні для виробництва ядерної зброї, таким чином виключається випадки саботажу та тероризму
- У порівнянні з ядерними реакторами, незначна кількість радіоактивного сміття із коротшим періодом напіврозпаду.

Оцінюють, що наперсток, наповнений дейтерієм, продукує енергію, еквівалентну 20 тоннам вугілля. Озеро середнього розміру в змозі забезпечити країну енергією на сотні років. Однак слід зауважити, що існуючі дослідницькі реактори спроєктовано для досягнення простішої дейтерій-тритієвої реакції (D-T), цикл пального якої вимагає використання розсіяного металу літію для виробництва тритію, тоді як заяви про невичерпність енергії стосуються використання дейтерій-дейтерієвої реакції (D-D) у другому поколінні реакторів.
Так само як і реакція ділення, реакція синтезу не продукує атмосферного забруднення, що є головним внеском у глобальне потепління. Це є значною перевагою, оскільки використання горючих копалин для виробництва електроенергії має наслідком те, що, наприклад у США виробляється 29 кг CO2 (один із основних газів що сприяють глобальному потеплінню) на жителя США на день.

## Радіоактивні відходи комерційної реакції синтезу
Реакція синтезу також продукує суттєво меншу кількість радіоактивного сміття ніж реакція ядерного поділу, що використовується у існуючих атомних електростанціях. Слід, однак, зауважити, що у незаперечній формі це стосується продуктів самої реакції: єдиний побічний продукт реакції D-T — це нейтральний гелій, а реакція D-D продукує незначну кількість слабо-радіоактивного тритію, період напіврозпаду котрого становить всього 12 років. Стосовно загальної кількості радіоактивних відходів, багато залежить від типу використовуваного пального, використовуваних конструктивних матеріалів. Особливістю як D-T- так і D-D-реакцій є інтенсивне нейтронне випромінювання, котре має властивість активувати матеріали, роблячи радіоактивним сам реактор, що, можливо, означатиме десятки тисяч тонн радіоактивних відходів. У дослідженні на замовлення Офісу в Справах Науки і Техніки Британського Парламенту наводиться оцінка, що загальний обсяг радіоактивних відходів буде порівняльним із звичайними ядерними реакторами, та що частина цих відходів вимагатиме довготривалого зберігання. Перспективним є використання слабоактивовуваних матеріалів. Основні кандидати на їх роль (жоден із яких на сьогодні не є готовим для використання) — це ванадієві сплави, карбід кремнію (SiC) та деякі типи сталі. На сьогодні є пропозиція створення Міжнародного Центру Дослідження Опромінених Матеріалів (International Fusion Material Irradiation Facility), вартість якого оцінюється в 600 млн. євро, але жодних практичних кроків в цьому напрямі поки що не зроблено.
Короткий підсумок характеристик перспективних матеріалів для будівництва реактору наводиться нижче в таблиці. Матеріали, що досліджувались: сталь F-82H (Fe-0.1 %C-8 %Cr-2 %W-0.04 %Ta), сплав ванадію (V-4 %Ti-3.3 %Cr) та карбід кремнію (SiC). Радіоактивні відходи класифікуються в залежності від того чи потрібне активне охолодження та які саме компоненти є основним джерелом радіації. В таблиці, наведеній нижче, відходи є високорадіоактивними (High Level Radioactive Waste, HLW) якщо вони генерують тепло понад 50 Вт/м3. Межа в 12МБк/кг (для {\displaystyle \beta } і {\displaystyle \gamma }-випромінюючих нуклідів) слугує межею між середньоактивними (Intermediate Level Waste, ILW) та слабоактивними (Low Level Waste, LLW) відходами. На практиці різниця означає, що високо- та середньоактивне сміття вимагає біологічного захисту та тривалого зберігання. Високоактивні відходи вимагають активного охолодження та постійного моніторингу. Середньоактивні відходи як правило поміщають в стале-бетонні контейнери та захоронюють в спеціально обладнаних сховищах. Низькоактивні відходи можуть обслуговуватись людьми в захисному одязі та за умови дотримання правил радіаційної безпеки.
| Тип матеріалу | Час (років) активного охолодження (HLW) | Час (років) переходу ILW в LLW |
| ------------- | --------------------------------------- | ------------------------------ |
| V-alloy       | 0.7                                     | 2000                           |
| SiC           | 1.3                                     | 13000                          |
| F-82H         | 8                                       | 600                            |

## Вартість електроенергії в порівнянні з традиційними джерелами
Критики вказують, що питання економічної доцільності використання ядерного синтезу для виробництва електроенергії залишається відкритим. В тому ж дослідженні на замовлення Офісу в Справах Науки і Техніки Британського Парламенту вказується, що собівартість виробництва електроенергії із використанням термоядерного реактору буде, імовірно, у верхній частині спектру вартості традиційних джерел енергії. Багато залежатиме від майбутньої технології, структури та регулювання ринку. Пряма вартість електроенергії дуже залежатиме від ефективності використання, часу на обслуговування та вартості декомісування реактору. Пропоненти комерційного використання енергії ядерного синтезу заперечують, що викопне пальне значною мірою субсидується урядом, як прямо так і непрямо, наприклад використанням збройних сил для забезпечення їх безперебійного постачання, Війна в Іраку[уточнити] часто наводиться як контроверсійний приклад[джерело?] такого субсидування. Врахування таких непрямих субсидій є дуже складним, та робить точне порівняння собівартості практично неможливим.
Окремо стоїть питання вартості досліджень. Країни Європейської Спільноти витрачають близько 200 млн.€ щороку на дослідження, та прогнозується, що потрібно ще кілька десятиріч поки промислове використання ядерного синтезу стане можливим. Прихильники альтернативних джерел електроенергії вважають, що було б доцільніше спрямувати ці кошти на впровадження відновлювальних джерел електроенергії.

## Доступність комерційної енергії ядерного синтезу
На жаль, незважаючи на поширений оптимізм (поширений із 1950-х років, коли перші дослідження розпочались), суттєві перешкоди між сьогоднішнім розумінням процесів ядерного синтезу, технологічними можливостями та практичним використанням ядерного синтезу досі не подолані, неясним є навіть чи економічно вигідне виробництво електроенергії із використанням ядерного синтезу є можливим в принципі. Хоча прогрес в дослідженнях є постійним, дослідники постійно стикаються із новими проблемами. Наприклад, проблемою є розробка матеріалу, що здатен витримати нейтронне бомбардування, що, як оцінюється, повинно бути в 100 разів інтенсивніше ніж у традиційних ядерних реакторах.
Розрізняють такі етапи в дослідженнях:
- Рівновага (Break-even): коли загальна енергія, що виділяється в процесі синтезу, дорівнює загальній енергії, затраченій на запуск та підтримку реакції. Це співвідношення позначають символом Q. Рівновага реакції було продемонстровано на JET (Joint European Torus) у Великій Британії в 1997 році.
- Палаюча плазма (Burning Plasma): проміжний етап, на котрому реакція підтримуватиметься головним чином альфа-частинками, що продукуються в процесі реакції, а не зовнішнім підігрівом. Q ≈ 5. Досі не досягнутий.
- Запалення (Ignition): стабільна реакція, що підтримує саму себе. Повинна досягатись при великих значеннях Q. Досі не досягнуто.

Наступним кроком в дослідженнях повинен стати ITER (International Thermonuclear Experimental Reactor), Міжнародний термоядерний експериментальний реактор. На цьому реакторі заплановано провести дослідження поведінки високотемпературної плазми (палаюча плазма із Q ~ 10) та конструктивних матеріалів для промислового реактору. Остаточною фазою досліджень стане DEMO: прототип промислового реактору, на котрому буде досягнуто запалення, та продемонстровано практичну придатність нових матеріалів. Найоптимістичніші прогнози завершення фази DEMO: 30 років. Враховуючи орієнтовний час на побудову та введення в експлуатацію промислового реактору, нас відділяє ~40 років від промислового використання термоядерної енергії.

## Конструкція електростанції
Термоядерні реактори переважно класифікуються відповідно до типу «утримування» (confinement) гарячої плазми. Більшість досліджень стосуються магнітного утримування плазми, в такій конструкції потужні магніти утримують гарячу плазму в центрі камери, не даючи їй руйнувати камеру (температура плазми ~ 100 000 000 K). Серед різноманітних типів реакторів із магнітним утриманням найкращі результати продемонстрував токамак. Інший популярний тип утримання — інерційний реактор, найінтенсивніші дослідження якого ведуть американські науковці. В ньому крихітні кульки пального («пелети») вистрілюються в центр камери та «обстрілюються» потужним лазером. Оскільки камера є порівняно великою, густина енергії, що нагріває стінки камери, є недостатньою для їх руйнування. Існує також ряд менш поширених методів утримання плазми, наприклад з використанням самостягування розряду, в яких струм, що проходить через плазму, генерує власне магнітне поле, або електростатичне утримання, де іонізована плазма утримується силою електростатичного відштовхування, як у реакторі Фарнсворта-Хірша.
Різні типи реакторів мають свої переваги та недоліки. Токамаки є імовірно найкраще дослідженим типом, що є найближчим до практичного використання. Реактор із інерційним утриманням продукує плазму із найкращими характеристиками, та є найкращим типом реактору для збройових досліджень, генерування рентгенівських променів, надмалих реакторів та, імовірно, в майбутньому для космічних польотів. Реактори цього типу залежать на паливі у формі «пелет» ідеальної форми, внаслідок обстрілу потужним лазером ця форма дозволяє генерувати симетричну ударну хвилю, що розігріває пальне до стану дуже щільної плазми. На практиці це виявилось надзвичайно складним завданням.
Існує жорстка конкуренція між програмами дослідженнями різних типів утримування за фінансування, що призвело до того, що практичні дослідження на сьогодні сконцентровані на токамаках та інерційному утриманні.
Існують також «неортодоксальні» теорії та реакції синтезу, див. холодний синтез.

## Цикл пального
Реактори першого покоління працюватимуть на суміші дейтерію та тритію. Це пальне має ряд недоліків:
1. Реакція продукує значну кількість нейтронів, що активують (радіоактивно заражають) реактор та теплообмінник. Насправді нейтрони, що з'являються в процесі реакції, поглинаються захистом реактору, та тепло, що виділяється, використовується для нагрівання теплообмінника, що, своєю чергою, використовуватиметься для обертання генератора. Також потрібні заходи для захисту від можливого витоку радіоактивного тритію.
2. Тільки близько 20 % енергії синтезу є у формі заряджених часток (решта нейтрони), що обмежує можливість прямого перетворення енергії синтезу в електроенергію.
3. Використання реакції D-T залежить від наявних запасів літію (значно обмеженіших, ніж запаси дейтерію).

Нейтронне опромінення під час реакції D-T настільки значне, що після першої серії тестів на JET, найбільшому реакторі на сьогодні, що використовує це паливо, реактор став настільки радіоактивним, що для завершення річного циклу тестів довелось додати роботизовану систему дистанційного обслуговування.
Існують, в теорії, альтернативні види пального, позбавлені вказаних недоліків. Але їхньому використанню перешкоджає фундаментальне фізичне обмеження. Щоб отримати достатню кількість енергії із реакції синтезу, необхідно утримувати плазму із високою густиною при температурі синтезу (108 K) протягом певного часу. Цей фундаментальний аспект синтезу описується добутком густини плазми, n, на час утримання нагрітої плазми, τ, що потрібен для досягнення рівноваги. Добуток, nτ, залежить від типу пального і є функцією температури плазми. Із усіх видів пального дейтерій-тритієва суміш вимагає найнижчого значення nτ щонайменше на порядок, і найнижчу температуру реакції, щонайменше вп'ятеро. Таким чином, реакція D-T є необхідним першим кроком, однак використання інших видів пального залишається важливою метою досліджень.

## Прогрес
У 2006 р. країни Євросоюзу, Росія, США, Японія та Південна Корея узгодили будівництво експериментального міжнародного термоядерного реактора (ITER) на півдні Франції із повним закінченням робіт до 2037—2040 років.
В 2014 р. американська компанія Lockheed Martin Corporation що спеціалізується на розробках в області авіакосмічної техніки, повідомила про те, що її дослідники зробили технологічний прорив в розробці практичного термоядерного реактора.
В 2015 році німецькі науковці Інституту фізики плазми Товариства ім. Макса Планка в місті Грайфсвальд запустили термоядерний реактор Wendelstein 7-X типу стеларатор з стабільною гелієвою плазмою, а в лютому 2016 року — з водневою плазмою при температурі 80 000 000 К впродовж 0,25 секунди. Метою проєкту є утримання стабільної водневої плазми в установці впродовж 30 хв.
У грудні 2022 року вчені із Ліверморської національної лабораторії імені Лоуренса у Каліфорнії (США), оголосили про важливий науковий прорив, який полягає у досягненні термоядерного синтезу, який виробляє більше енергії, ніж споживає.
На початку 2024 року, за повідомленням видання Gizmodo, вчені з Принстонської лабораторії фізики плазми (США), вперше, побудували термоядерний реактор типу стеларатор, який отримав назву MUSE, в якому використовуються постійні магніти. Так фізики показали потенційно економічно ефективний спосіб створення потужних реакторів для керованого термоядерного синтезу.